# Centre national pour la médecine complémentaire et intégrative
Le Centre national de la médecine complémentaire et intégrative (NCCIH pour National Center for Complementary and Integrative Health) est une agence du gouvernement des États-Unis qui étudie la médecine complémentaire et intégrative. *
Il a été initialement créé en tant que Bureau de médecine alternative (OAM) et a été renommé Centre national de médecine complémentaire et alternative (NCCAM pour National Center for Complementary and Alternative Medicine) avant de recevoir son nom actuel. Le NCCIH est l'un des 27 instituts et centres qui composent les National Institutes of Health (NIH) au sein du ministère de la Santé et des Services sociaux du gouvernement fédéral des États-Unis.
Sa mission déclarée est : « de définir, par le biais d'une enquête scientifique rigoureuse, l'utilité et la sécurité des interventions de médecine complémentaire et parallèle et leur rôle dans l'amélioration de la santé et des soins de santé ».

## Organisation et historique

### Nom et énoncé de mission
Le NCCIH a été créé en octobre 1991 sous le nom de Office of Alternative Medicine (OAM), qui a été rétabli en tant que NCCAM en octobre 1998 et ensuite en tant que NCCIH en décembre 2014. Le changement du nom en NCCIH a été présenté comme une tentative du centre pour atténuer les critiques, par exemple pour éviter le terme alternative et pour se distancer des études financées par des firmes et dont le mérite est douteux,.
Dans sa déclaration de mission, le NCCAM a déclaré qu'il « se consacrait à l'exploration de pratiques de guérison complémentaires et alternatives dans le contexte d'une science rigoureuse, à la formation de chercheurs en médecine complémentaire et alternative et à la diffusion d'informations faisant autorité à destination du public et des professionnels ». En tant que NCCIH, l'énoncé de mission "consiste à définir, au moyen d'une enquête scientifique rigoureuse, l'utilité et la sécurité des interventions en médecine complémentaire et parallèle et leur rôle dans l'amélioration de la santé et des soins de santé".

### En tant que bureau de médecine alternative (OAM)
Joseph J. Jacobs a été nommé premier directeur de l'OAM en 1992. Initialement, l'insistance de Jacobs sur une méthodologie scientifique rigoureuse a créé des frictions avec les clients du bureau, tels que le sénateur américain Tom Harkin. Le sénateur Harkin, convaincu que ses allergies étaient guéries en prenant des pilules de pollen d'abeille, a critiqué les « règles inflexibles des essais cliniques randomisés », déclarant : « Il n'est pas nécessaire que la communauté scientifique comprenne le processus avant que le public américain puisse en bénéficier de ces thérapies ». Le bureau de Harkin aurait fait pression sur l'OAM pour qu'il finance des études sur des « théories relatives aux animaux de compagnie », notamment le pollen d'abeille et les antinéoplastons de la clinique Burzynski. Face à la résistance croissante à l’utilisation de la méthodologie scientifique dans l’étude des médecines alternatives, Barrie Cassileth, membre du conseil d’administration de l’OAM, a publiquement critiqué le bureau, déclarant : « le bureau est étonnant... C'est le seul endroit où les opinions sont comptées comme égales aux données ». Enfin, en 1994, Harkin est apparu à la télévision avec des patients atteints de cancer, accusant Jacobs d'avoir bloqué leur accès aux antinéoplastons, ce qui a conduit Jacobs à démissionner de l'OAM, frustré. Dans un entretien avec Science, M. Jacobs a « critiqué les hommes politiques - en particulier le sénateur Tom Harkin... pour avoir exercé des pressions sur son bureau, encouragé certaines thérapies, et, dit-il, tenté de mettre fin à la science objective ».
Avec le budget croissant de l'OAM dans les années 90, le bureau a été de plus en plus critiqué pour son manque apparent d'étude scientifique rigoureuse concernant les approches alternatives en faveur d'un stimulant non critique. Paul Berg, lauréat du prix Nobel de chimie, a écrit au Sénat : « Le charlatanisme s'attaquera toujours aux personnes crédules et mal informées, mais nous ne devrions pas le couvrir du NIH », et a qualifié le bureau de « gêne pour les scientifiques sérieux »,. Allen Bromley, alors président de l'American Physical Society, écrivit de la même manière au Congrès que l'OAM était « devenue un défenseur aveugle de la médecine non conventionnelle, violant clairement les lois fondamentales de la physique et ressemblant plus à de la sorcellerie",,. Un auteur d'opinion du New York Times a qualifié l'OAM de « folie de Tom Harkin ».
En 1995, Wayne Jonas, promoteur de l'homéopathie et allié politique du sénateur Harkin, est devenu directeur de l'OAM et a exercé ce rôle jusqu'en 1999. En 1997, le budget du NCCAM est passé de 12 millions de dollars à 20 millions de dollars par an. Aux États-Unis, l'utilisation de médecines douces a augmenté de 25% entre 1990 et 1997, entraînant une augmentation correspondante des dépenses de 50 %. L'OAM a suscité de plus en plus de critiques de la part de membres éminents de la communauté scientifique dans des lettres adressées au Comité des crédits du Sénat lors de la discussion sur le renouvellement du financement de l'OAM. En 1998, le président de l’association médicale de Caroline du Nord a appelé publiquement à la fermeture de l’OAM.
En 1998, Harold Varmus, directeur des NIH et lauréat du prix Nobel, est entré en conflit avec le sénateur Harkin en demandant aux NIH de renforcer le contrôle de la recherche en médecine alternative. Le directeur du NIH a placé l'OAM sous un contrôle scientifique plus strict du NIH,. Le sénateur Harkin a réagi en transformant l’OAM en un centre indépendant des NIH, un peu avant d’être son propre institut, et renommé en National Center for Complementary and Alternative Medicine (NCCAM). Le NCCAM avait pour mandat de promouvoir une approche plus rigoureuse et scientifique de l’étude de la médecine alternative, de la formation à la recherche et au développement de carrière, de la sensibilisation et de l’intégration.
Stephen Strauss a été directeur du NCCAM de 1999 à 2006. Il a tenté d’apporter plus de rigueur scientifique à l’organisation. En 1999, le budget du NCCAM est passé de 20 millions de dollars à 50 millions de dollars,. Le Congrès des États-Unis a approuvé les crédits sans opposition. En 2000, le budget a été porté à environ 68 millions de dollars, à 90 millions de dollars en 2001, à 104 millions de dollars en 2002 et à 113 millions de dollars en 2003.

### En tant que NCCAM
En 2008, Josephine Briggs a été nommée directrice de NCCAM. Elle était « ... une néphrologue avec des références scientifiques impeccables... » Cette nomination a été jugée surprenante car elle n’avait pas de formation en médecine complémentaire et alternative ni en médecine intégrative. David Gorski a écrit que Briggs était dans une position impossible en écrivant pour Science-Based Medicine. « C’était une véritable scientifique qui tentait d’imposer une rigueur scientifique à une entreprise intrinsèquement résistante à une telle demande ». Elle a tenté d'imposer une approche plus scientifique avec deux plans stratégiques à long terme. Malheureusement, les plans ont utilisé « ... une des tactiques les plus nuisibles des charlatans pour légitimer leur charlatanisme sous le slogan de médecine intégrative, la cooptation de la crise des opioïdes comme prétexte pour revendiquer que tous les traitements non pharmacologiques de la douleur soient repris comme médecine intégrative. Les résultats menacent gravement les patients souffrant de douleur chronique de la part de gouvernements égarés voulant les forcer à se soumettre à des traitements de charlatanisme comme l’acupuncture afin de les débarrasser des opioïdes ». Cependant, elle a pu éliminer les études sur l'homéopathie et a essayé de contrer les croyances anti-vaccin. La guérison énergétique était « ... reléguée aux marges, si pas éliminée ». La plupart des études se sont concentrées sur la nutrition, l'exercice, la pharmacognosie « ... et d'autres modalités dans le domaine de la médecine scientifique ».
En 2009, après 17 années d’essais gouvernementaux d’un coût de 2,5 milliards de dollars, on n’a pratiquement pas pu prouver d’efficacité clairement démontrée en ce qui concerne les thérapies alternatives. Le sénateur Harkin s’est plaint: « L’un des objectifs de ce centre était d’enquêter et de valider des approches alternatives. Honnêtement, je dois dire publiquement qu’il a fait défaut. Je pense franchement que, dans ce centre et dans le service qui l'a précédé, l’accent a été mis sur la réfutation des choses plutôt que sur la recherche et l’approbation",,. Des membres de la communauté scientifique ont critiqué ce commentaire en montrant que le sénateur Harkin ne comprenait pas les bases de la recherche scientifique, qui testait des hypothèses, mais ne tentait jamais intentionnellement de « valider des approches ». En 2009, le budget annuel du NCCAM a été porté à environ 122 millions de dollars. Le financement global des NIH pour la recherche CAM a atteint 300 millions de dollars en 2009. En 2009, les Américains dépensaient 34 milliards de dollars par an en CAM.
En 2012, le Journal de l'American Medical Association (JAMA) a publié une critique selon laquelle de nombreuses études avaient été financées par le NCCAM, mais « elles n'ont pas réussi à prouver que les thérapies complémentaires ou alternatives ne sont rien de plus que des placebos ». Les critiques du JAMA ont mis en avant un important gaspillage d’argent de recherche en testant des traitements scientifiquement invraisemblables, affirmant « les responsables du NCCAM ont dépensé 374 000 $ pour constater que l’inhalation de senteurs de citron et de lavande ne favorisait pas la cicatrisation des plaies ; 750 000 $ pour découvrir que la prière ne soigne pas le sida ou n'accélère pas la récupération après chirurgie de reconstruction mammaire ; 390 000 $ pour constater que les anciens remèdes indiens ne contrôlent pas le diabète de type 2 ; 700 000 $ pour constater que les aimants ne traitent pas l'arthrite, le syndrome du canal carpien ou les migraines et 406 000 $ pour constater que les lavements au café ne guérissent pas le cancer du pancréas ». Il a été souligné que les résultats négatifs des tests étaient généralement ignorés par le public, que les gens continuaient à « croire ce qu'ils voulaient croire, arguant que peu importait ce que les données montraient: ils savent ce qui marche pour eux ». L’utilisation croissante des produits de CAM a également été imputée au manque de capacité de la FDA de réglementer les produits alternatifs, où les études négatives ne donnent pas lieu à des avertissements de la FDA ni à des modifications prescrites par la FDA en matière d’étiquetage, de sorte que peu de consommateurs sont au courant que de nombreuses allégations concernant de nombreux suppléments n'ont pas été validées.

### En tant que NCCIH
En 2014, sous la direction de Josephine Briggs, le NCCAM a été renommé Centre national de la santé complémentaire et intégrative (NCCIH). Briggs a pris sa retraite en octobre 2017.
Le 29 août 2018, le NCCIH a annoncé la nomination de Helene Langevin au poste de directrice. Elle était auparavant directrice du Osher Center et professeure résidente en médecine à la Harvard Medical School. Ses intérêts médicaux concernent le tissu conjonctif. Langevin « ... estime que l'étirement du tissu conjonctif est la méthode d'un certain nombre de modalités CAM, telles que la chiropratique, les massages et... l'acupuncture ». Elle étudie l'acupuncture depuis les années 1990. David Gorski se dit préoccupé par le fait que Modèle:Cittaion et déclare qu'elle disposera du « ... plus gros budget jamais atteint par NCCIH pour financer ce changement ».

### Financements et publications
Le NCCIH finance des recherches sur les médecines alternatives et complémentaires, y compris le soutien aux essais cliniques des techniques de CAM. Les quatre principaux domaines d’intervention sont la recherche, la formation à la recherche et le développement de carrière, la sensibilisation et l’intégration. Le NCCIH divise la médecine complémentaire et alternative en cinq formes :
- Systèmes médicaux complets tels que l'homéopathie, la naturopathie, la médecine traditionnelle chinoise et l'ayurveda.
- Médecine corps-esprit telle que méditation, prière, guérison mentale, thérapie par l'art, musicothérapie et thérapie par la danse.
- Pratiques à base biologique telles que compléments alimentaires, compléments à base de plantes et thérapies non prouvées scientifiquement, telles que les cartilages de requin[26].
- Manipulations et pratiques corporelles telles que la manipulation de la colonne vertébrale (chiropratique et ostéopathique) et le massage.
- Les thérapies énergétiques telles que le qigong, le reiki, le toucher thérapeutique et la thérapie électromagnétique.

La charte du NCCIH stipule que « Sur les 18 membres nommés (du conseil), 12 seront choisis parmi les principaux représentants des domaines de la santé et des disciplines scientifiques ou sciences sociales) intéressant les activités du NCCIH, en particulier des représentants des disciplines scientifiques et de la santé dans le domaine de la médecine complémentaire et alternative. Neuf des membres doivent être des praticiens licenciés dans un ou plusieurs des principaux systèmes avec lesquels le Centre est impliqué. Six des membres sont nommés par le secrétaire parmi le grand public et comprennent des dirigeants des domaines suivants : politique publique, droit, politique de la santé, économie et gestion. Trois des six doivent représenter les intérêts des consommateurs individuels de médicaments complémentaires et alternatifs ».
Le budget du NCCIH pour 2005 était de 123 millions de dollars. Pour l'exercice 2009 (se terminant le 30 septembre 2009), il s'élevait à 122 millions de dollars.
La recherche en médecine alternative se fait ailleurs aux NIH, notamment au National Cancer Institute. L'Office des cancers des médecines complémentaires et alternatives du NIH disposait du même budget que le NCCIH, 122 millions de dollars, pour l'exercice 2009. Les autres parties des NIH ont reçu 50 millions de dollars supplémentaires pour l'exercice 2009. Le budget total des NIH était d'environ 29 milliards de dollars.
Le budget du NCCIH pour 2015 était de 124,1 millions de dollars. Ils ont demandé une augmentation de leur budget de 3.459.000 dollars en 2016.
L’essentiel de l'activité de l'agence nationale est d'apporter des financements.
Le 15 octobre 2019, le Centre national annonce avoir confirmé l'existence - chez les souris de laboratoire - de 2 protéines secrétées par l'amygdale centrale, l'une en état de stress, c'est-à-dire lorsque la douleur augmente et l'autre en état de repos, c'est-à-dire lorsque la douleur diminue. La piste thérapeutique à long terme serait soit d'inhiber la protéine secrétée en état de stress soit de stimuler ou apporter la protéine secrétée au repos.

## Critiques
Steven E. Nissen, Stephen Barrett et Kimball Atwood, entre autres, ont critiqué le NCCIH pour son financement, ainsi que le National Heart, Lung, and Blood Institute d'une étude portant sur le traitement par chélation à l'EDTA pour le traitement de la coronaropathie, qui a duré dix ans et a coûté environ 31 millions de dollars ; des essais contrôlés plus petits avaient pourtant déjà révélé que la chélation était inefficace,,. D'autres études financées par le NCCIH ont étudié les avantages de la prière à distance pour le sida, les effets des huiles essentielles de citron et de lavande sur la cicatrisation des plaies,, la « chélation d'énergie » et « les rats stressés par le bruit blanc ».
En 2006, le magazine Science critiquait le NCCIH avec le commentaire suivant : « Le NCCAM finance des propositions douteuses; son programme de recherche est davantage façonné par la politique que par la science; il est structuré par sa charte de manière à empêcher un examen indépendant de ses performances ». Les auteurs ont suggéré que, même s'il convenait d'étudier des thérapies alternatives, la qualité de ses recherches était inférieure à celle des autres instituts des NIH et que ces études pourraient être réalisées sous les auspices d'autres instituts des NIH. À titre d'exemple, les auteurs ont décrit un essai de la gemcitabine avec le schéma de Gonzalez pour le cancer du pancréas de stade II à IV, partant de la conviction que le cancer est provoqué par une déficience en enzymes protéolytiques pancréatiques. Des effets indésirables graves ont été associés au schéma thérapeutique de Gonzalez et aucune donnée probante dans des revues à comité de lecture n'a confirmé la plausibilité ou l'efficacité du schéma thérapeutique ou du traitement par chélation.
En 2012, une étude publiée dans le Skeptical Inquirer a examiné les subventions et bourses financées par le NCCIH de 2000 à 2011, qui ont totalisé 1,3 milliard de dollars. L'étude n'a trouvé aucune découverte en médecine complémentaire et alternative qui justifierait l'existence de ce centre. Les auteurs ont fait valoir qu'après vingt ans et deux milliards de dollars de dépenses, l'échec du NCCIH était démontré par le manque de publications et l'absence de comptes-rendus des essais cliniques parus dans des revues médicales à comité de lecture. Ils ont recommandé que le NCCIH ne soit plus financé ou soit supprimé et que le concept de financement de la médecine alternative soit abandonné.